# Eine Fredriksson
Eine Fredriksson (født 5. marts 1950 i Tibro, Sverige) er en svensk tidligere fodboldspiller (midtbane). Han repræsenterede henholdsvis GAIS og IFK Norrköping i løbet af karrieren.
Fredriksson spillede 20 kampe og scorede tre mål for Sveriges landshold. Han debuterede for holdet i en venskabskamp mod Norge 8. august 1974, og deltog senere i kvalifikationskampe til både EM 1976, VM 1978 og EM 1980.